# Défloration 13
Albums de Hubert-Félix Thiéfaine
Le Bonheur de la tentation
(1998) Scandale mélancolique
(2005)
Défloration 13 est le treizième album d'Hubert-Félix Thiéfaine. Désireux de changer de son, il s'attache ici les services de Franck Pilant.

## Pistes
Tous les titres sont signés H.F.Thiéfaine/H.F.Thiéfaine.
1. Une ambulance pour Elmo Lewis - 4:01
2. Quand la banlieue descendra sur la ville - 5:50
3. Le Touquet Juillet 1925 - 3:54
4. Also Sprach Winnie l'Ourson - 7:16
5. Guichet 102 - 4:42
6. Joli mai mois de Marie - 5:18
7. Camélia : huile sur toile (à Charles Belle) - 5:09
8. Parano-safari en ego-trip-transit (ou comment plumer son ange-gardien) - 3:23
9. Eloge de la tristesse - 4:40
10. Roots & Déroutes + Croisement - 5:47
11. Les Fastes de la solitude - 7:04

## Crédits
- Chant : Hubert-Félix Thiéfaine
- Guitares, claviers : Franck Pilant
- Guitares : Hugo Ripoll
- Basse : Roberto Brio
- Batterie : Marcello Surace, Régis Ceccarelli
- Chœurs : Franck Pilant, Maïdi Roth, Manuel Bachet